# Hilara danielssoni
Hilara danielssoni är en tvåvingeart som beskrevs av Chvala 2008. Hilara danielssoni ingår i släktet Hilara och familjen dansflugor.
Artens utbredningsområde är Tunisien. Inga underarter finns listade i Catalogue of Life.